# Pauline Dieffenthaler
Pauline Dieffenthaler est une vététiste française née le 15 août 1987. Elle a notamment remporté la Mégavalanche de l'Alpe d'Huez et la Mégavalanche de La Réunion en 2016, cette dernière après l'avoir déjà gagnée en 2007. Elle est la compagne du coureur Jérôme Clementz.

## Palmarès en VTT
- 2007
  - Mégavalanche de l'Alpe d'Huez
- 2016
  - Mégavalanche de l'Alpe d'Huez